# Дисипация
Дисипацията (от латински: dissipatio „разсейване“) е процес на необратимо разпръскване (разсейване) на енергията на насочено движение в дадена среда – механична, електрическа или топлинна, в енергия на хаотичното движение, т.е. при всички случаи в топлина. Това се дължи предимно на триене, турбулентност и електрическо съпротивление.
Според закона за запазване на енергията, количеството енергия в една затворена система е постоянно, с други думи енергията не се създава, нито се губи, а само преминава от един вид в друг. При всяко преминаване на енергията от един вид в друг (например от кинетична в потенциална), част от нея се разсейва в пространството под формата на топлина. Това разсейване се нарича дисипация на енергия.
Ако дисипацията на енергия става в затворена система, то ентропията на системата нараства. Дисипацията на енергия в отворени системи, обусловена от процесите на изнасяне на енергия извън системата, например във вид на излъчване, може да доведе до намаляване ентропията на разглежданата система при увеличаване на пълната ентропия на системата и околната среда.